# (3066) McFadden
(3066) McFadden est un astéroïde de la ceinture principale.

## Description
(3066) McFadden est un astéroïde de la ceinture principale. Il fut découvert le 1er mars 1984 à la station Anderson Mesa par Edward L. G. Bowell. Il présente une orbite caractérisée par un demi-grand axe de 2,53 UA, une excentricité de 0,13 et une inclinaison de 15,6° par rapport à l'écliptique.

## Compléments